# EyePet
EyePet – komputerowa gra symulacyjna wyprodukowana i wydana w 2009 roku przez Sony Computer Entertainment. Gra, oparta na technologii PlayStation Eye, polega na opiece nad wirtualnym zwierzątkiem.

## Wersja polska
Wersja polska: Studio PRL

Reżyseria: Cezary Nowak

Wystąpił: Mieczysław Morański jako Profesor